# Sazgeçit, Ereğli
Sazgeçit là một thị trấn thuộc huyện Ereğli, tỉnh Konya, Thổ Nhĩ Kỳ. Dân số thời điểm năm 2011 là 1.756 người.